# Le Poizat
Le Poizat – miejscowość i dawna gmina we Francji, w regionie Owernia-Rodan-Alpy, w departamencie Ain. W dniu 1 stycznia 2016 roku z połączenia dwóch ówczesnych gmin – Lalleyriat oraz Le Poizat – powstała nowa gmina Le Poizat-Lalleyriat. W 2013 roku populacja Le Poizat wynosiła 459 mieszkańców.